# Brits Noord-Amerika
Brits Noord-Amerika was de onofficiële benaming van de koloniën van Groot-Brittannië op het Noord-Amerikaanse vasteland na de Amerikaanse Onafhankelijkheidsoorlog.

## Term
De officiële benamingen van de Britse koloniën in Noord-Amerika waren Brits-Amerika en Brits West-Indië tot 1783, toen Groot-Brittannië de Verenigde Staten als onafhankelijk land erkende. Daarna werd de term Brits Noord-Amerika (of simpelweg Canada) gebruikt om de overgebleven Britse bezittingen op het Amerikaanse vasteland aan te duiden (De term was al in onbruik geraakt voor het verschijnen van het Durham Report in 1839).

## Territorium
Aan het begin van de Amerikaanse Onafhankelijkheidsoorlog bestond Brits Amerika uit twintig koloniën ten noorden en oosten van het vice-koninkrijk Nieuw-Spanje. Na de vrede van Parijs bleven de gebieden ten noorden van de 49e breedtegraad Brits (de definitieve grens werd vastgelegd in het Verdrag van 1818) en hieruit ontstond tussen 1867 en 1873 Canada (met uitzondering van Newfoundland, dat in 1949 als tiende provincie tot Canada toetrad).

## Britse koloniën in Noord-Amerika in 1763
- De dertien koloniën die later de Verenigde Staten vormden:
  - Provincie Massachusetts Bay
  - Provincie New Hampshire
  - Kolonie Rhode Island en Plantations Providence
  - Kolonie Connecticut
  - Provincie New York
  - Provincie New Jersey
  - Provincie Pennsylvanie
  - Kolonie Delaware
  - Provincie Maryland
  - Kolonie en dominion Virginia
  - Provincie North-Carolina
  - Provincie South-Caroline
  - Provincie Georgia
- Overige koloniën:
  - Nova Scotia
  - Newfoundland
  - Provincie Quebec
  - Prins Edwardeiland
  - Rupertland
  - Oost-Florida
  - West-Florida

## Britse koloniën in Noord-Amerika na 1785
- Rupertland (1670 - 1870)
- Nova Scotia (1713 - 1867)
- Nieuw-Brunswijk (1784 - 1867)
- Cape Bretoneiland (1784 - 1821)
- Prins Edwardeiland (1769 – 1873)
- Provincie Quebec (1763 – 1791), daarna verdeeld in:
  - Opper-Canada (1791 – 1840)
  - Neder-Canada (1791 – 1840), daarna verenigd in:
    - Provincie Canada (1840 – 1867)
- Newfoundland (1583 - 1907)
- Vancouvereiland (1849 - 1866)
- Kolonie Brits-Columbia (1858 - 1871)
- Northwest Territories (1859 - 1870)
- Stikine Territory (1862 - 1863)